# Fidji aux Jeux paralympiques d'été de 2012
Les Fidji participent aux Jeux paralympiques d'été de 2012 (du 29 août au 9 septembre) à Londres.
Deux Fidjiens se sont qualifiés pour les Jeux : Iliesa Delana pour le saut en hauteur, et la sprinteuse Lusiana Rogoimuri. À la suite de l'hospitalisation de Lusiana Rogoimuri peu avant les Jeux, toutefois, Iliesa Delana est le seul athlète fidjien à Londres. Il est également le porte-drapeau de sa délégation lors de la cérémonie d'ouverture des Jeux.
La médaille d'or qu'il remporte en saut en hauteur est la première médaille paralympique ou olympique jamais obtenue par un athlète fidjien. En outre, ce n'est que la seconde fois qu'un athlète des îles du Pacifique remporte une médaille paralympique (après le sprinteur papou-néo-guinéen Francis Kompaon en 2008).

## Jeux précédents
Les Fidji, alors une colonie britannique, font leur entrée aux Jeux paralympiques lors des Jeux d'été de 1964 à Tokyo. Le pays est représenté par un seul athlète, en haltérophilie. Les Fidji envoient une délégation de huit athlètes aux Jeux d'été de Toronto en 1976, puis s'absentent jusqu'en 1996, et ont toujours participé aux Jeux d'été depuis cette date.

## Médaillés

### Médailles d'or
| Sport              | Discipline                 | Athlète(s)    | Performance | Date             |
| Médailles d'or : 1 |                            |               |             |                  |
| Athlétisme         | Saut en hauteur hommes T42 | Iliesa Delana | 1,74 m      | 3 septembre 2012 |

## Athlètes engagés

### Athlétisme
Iliesa Delana, amputé de la jambe gauche, s'est qualifié pour l'épreuve du saut en hauteur, dans la catégorie F42 (pour athlètes amputés d'une jambe). Lors des épreuves de qualification, il s'était classé « numéro deux au monde » dans sa discipline et sa catégorie, conférant aux Fidji l'espoir d'obtenir leur toute première médaille aux Jeux paralympiques,,. À Londres, il remporte la médaille d'or, avec un saut d'1,74 m, établissant un nouveau record d'Océanie. L'Indien Girisha Hosanagara Nagarajegowda et le Polonais Lukasz Mamczarz atteignent également 1,74 m, mais Delana le fait en moins de sauts. (Il franchit 1,71 m au premier essai, et 1,74 m de même ; Nagarajegowda franchit 1,74 m au premier essai, mais pas les étapes précédentes, tandis que Mamczarz ne franchit 1,74 m qu'au troisième essai.),
Lusiana Rogoimuri, atteinte d'infirmité motrice cérébrale, s'est qualifiée pour les épreuves du 100 mètres et du 200 mètres dames (catégorie T36), Le 1er août, toutefois, moins d'un mois avant les Jeux, elle est hospitalisée « dans un état critique » à la suite d'un accident de voiture. Elle quitte l'hôpital le 21 août, mais avec ordre de se reposer, et doit se retirer de la délégation fidjienne.